# Siervas de la Inmaculada Concepción de la Madre de Dios
La Congregación de las Siervas de la Inmaculada Concepción de la Madre de Dios (oficialmente en latín: Congregatio Sororum Servularum Dei Genitricis Inmaculatae Conceptionis) es una congregación religiosa católica femenina de derecho pontificio, que se independizó de la Congregación de Siervas de la Inmaculada Concepción, en 1890 con casa madre en Dębica (Polonia). A las religiosas de este instituto se les conoce como Siervas de la Inmaculada Dębica y posponen a sus nombres las siglas B.D.N.P.

## Historia

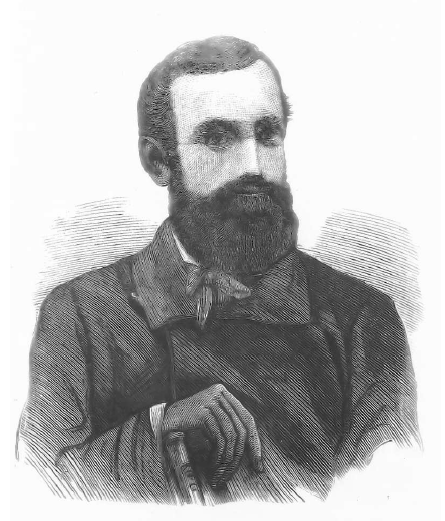
Edmund Bojanowski (1814.1871), fundador de la congregación, de la cual surgió en 1890 las siervas de la Inmaculada de Dębica.

Luego de la fundación de la Congregación de Siervas de la Inmaculada Concepción de la Beara Virgen María, en 1850, el instituto, obra de Edmund Bojanowski, en la segunda mitad del siglo XIX, pasó un periodo de crisis a causa de las divisiones provocadas por los gobiernos que se repartieron Polonia. Las religiosas de la diócesis de Tarnów obtuvieron su independencia en 1890 y establecieron su casa general en la ciudad de Dębica. El nuevo instituto tomó el nombre de Siervas de la Inmaculada Concepción de la Madre de Dios y fue aprobada por el obispo de Tarnów el mismo año de su independencia.
La Santa Sede reconoció el instituto como congregación de derecho pontificio, mediante decreto apostólico de alabanza de 1929. Debido a ello, el instituto de Dębica conoció un periodo de expansión por la región de Polonia Menor.

## Organización
La Congregación de las Siervas de la Inmaculada Concepción de la Madre de Dios es un instituto religioso centralizado, cuyo gobierno es ejercido por una superiora general, coadyuvada por su consejo. Administrativamente se divide en tres provincias, cada una con su superiora provincial y su propio consejo provincial. La sede central se encuentra en Dębica, en la diócesis de Tarnów (Polonia).
Las Siervas de la Inmaculada de Dębica se dedican a la educación y formación cristiana de la infancia y a la atención sanitaria de los enfermos. En 2015, la congregación contaba unas 593 religiosas y 89 comunidades presentes en Alemania, Bielorrusia, Bolivia, Dinamarca, España, Italia, Polonia, Rusia y Ucrania.